# Calycibidion multicavum
Calycibidion multicavum är en skalbaggsart som beskrevs av Martins 1971. Calycibidion multicavum ingår i släktet Calycibidion och familjen långhorningar. Inga underarter finns listade.